# إنديانابوليس 500 سنة 1941
سباق إنديانا بوليس -500 ميل 1941 أقيم في حلبة إنديانابوليس موتور سبيدواي في 30 مايو 1941 وفاز في السباق فلويد ديفيس وماوري روس من فريق لو مور بمتوسط سرعة 115.117 ميل/س (185.263 كم/س).
وكان أول المنطلقين ماوري روس بسرعة 128.91 ميل/س (207.46 كم/س).